# Alfabeto Adlam
O Alfabeto Adlam é um alfabeto desenvolvido nos anos 1980 pelos irmãos Abdoulaye e Ibrahima Barry para escrever a Língua fula, na República da Guiné.. O nome "Adlam" é um acrônimo derivado das quatro primeiras letras do alfabeto (A, D, L, M), significando Alkule Dandayɗe Leñol Mulugol "o alfabeto que protege os povos de desaparecer".
Foi criado com o intuito de melhorar a legibilidade da língua fula, pois os alfabetos latino e árabe não exprimiam de maneira apropriada todos os sons do mesmo.
É um alfabeto funcional, com 27 letras. Inicialmente a escrita era cursiva, mas isso foi alterado para melhorar a legibilidade.

## Letras
| Maiúsculas   | Minúsculas | Latim                       | Letter Name | IPA |
| ------------ | ---------- | --------------------------- | ----------- | --- |
| 𞤀            | 𞤢          | a                           | alif        | a   |
| 𞤁            | 𞤣          | d                           | dâli        | d   |
| 𞤂            | 𞤤          | l                           | lam         | l   |
| 𞤃            | 𞤥          | m                           | mim         | m   |
| 𞤄            | 𞤦          | b                           | ba          | b   |
| 𞤅            | 𞤧          | s                           | singniyhé   | s   |
| 𞤆            | 𞤨          | p                           | pè          | p   |
| 𞤇            | 𞤩          | ɓ (bh)                      | bhè         | ɓ   |
| 𞤈            | 𞤪          | r                           | ra          | r/ɾ |
| 𞤉            | 𞤫          | e                           | è           | e   |
| 𞤊            | 𞤬          | f                           | fa          | f   |
| 𞤋            | 𞤭          | i                           | i           | i   |
| 𞤌            | 𞤮          | o                           | ö           | o   |
| 𞤍            | 𞤯          | ɗ (dh)                      | dha         | ɗ   |
| 𞤎            | 𞤰          | ƴ (yh)                      | yhè         | ʔʲ  |
| 𞤏            | 𞤱          | w                           | wâwou       | w   |
| 𞤐            | 𞤲          | n, any syllable-final nasal | noûn        | n   |
| 𞤑            | 𞤳          | k                           | kaf         | k   |
| 𞤒            | 𞤴          | y                           | ya          | j   |
| 𞤓            | 𞤵          | u                           | ou          | u   |
| 𞤔            | 𞤶          | j                           | djim        | dʒ  |
| 𞤕            | 𞤷          | c                           | tchi        | tʃ  |
| 𞤖            | 𞤸          | h                           | ha          | h   |
| 𞤗            | 𞤹          | ɠ (q)                       | ghaf        | q   |
| 𞤘            | 𞤺          | g                           | ga          | ɡ   |
| 𞤙            | 𞤻          | ñ (ny)                      | gna         | ɲ   |
| 𞤚            | 𞤼          | t                           | tou         | t   |
| 𞤛            | 𞤽          | ŋ (nh)                      | nha         | ŋ   |
| Supplementos |            |                             |             |     |
| 𞤜            | 𞤾          | v                           | va          | v   |
| 𞤝            | 𞤿          | x (kh)                      | kha         | x   |
| 𞤞            | 𞥀          | gb                          | gbe         | ɡb  |
| 𞤟            | 𞥁          | z                           | zal         | z   |
| 𞤠            | 𞥂          | kp                          | kpo         | kp  |
| 𞤡            | 𞥃          | sh                          | sha         | ʃ   |